# Irmgard von Kienlin-Moy
Irmgard von Kienlin-Moy (* 8. August 1908 in Obenhausen; † 28. März 2003 in Kirchheim in Schwaben) war eine deutsche Graphikerin, Malerin und Poetin.

## Leben
Irmgard von Kienlin-Moy wurde am 8. August 1908 im oberschwäbischen Obenhausen, heute Ortsteil von Buch bei Illertissen, als Tochter von Graf Max Moy de Sons sowie dessen Gattin, Gräfin Elisabeth, Tochter des Fürsten Eberhard Waldburg-Wurzach, geboren. Sie studierte von 1926 bis 1931 an den Malschulen Buchner und Widmann in München, von 1931 bis 1932 an der Akademie der Bildenden Künste München. Ab 1933 war sie mit Johannes von Kienlin († 1940) verheiratet und lebte auf Schloss Erolzheim (Wttbg.) Das Paar hatte drei Kinder, der älteste Sohn  Max-Engelhardt von Kienlin, das zweite Kind Angela von Kienlin, spätere Fürstin Fugger von Glött. Als freischaffende Künstlerin war sie ab 1952 in München ansässig. Sie war Gründungsmitglied des 1994 gegründeten internationalen Delphischen Rates in Berlin und wurde 1998 Ehrenmitglied des Vereins. 1997 wurde sie Ehrenmitglied des IDS. Am 28. März 2003 starb sie auf dem Fuggerschloss Kirchheim/Schwaben. Beerdigt ist sie in der Familiengruft in Erolzheim.